# Partit Nacional Socialista dels Treballadors Neerlandesos
El Partit Nacional Socialista dels Treballadors Neerlandesos (en neerlandés: Nationaal-Socialistische Nederlandsche Arbeiderspartij, naːʃoːˈnaːlsoːʃaːˈlɪstisə ˈneːdərlɑntsə ˈʔɑrbɛidərspɑrˌtɛi o NSNAP) va ser un partit menor de tendència nacionalsocialista als Països Baixos fundat el 1931 i dirigit per Ernst Herman van Rappard. Tot i que es va crear a imatge d'altres partits feixisme, especialment el d'Adolf Hitler, el grup no va aconseguir l'èxit i va ser acusat per rivals com el Moviment Nacional Socialista als Països Baixos (NSB) i la Lliga General Feixista Neerlandesa de ser massa moderat per a un moviment feixista.

## Història
El Partit Nacional Socialista Obrer Neerlandès va ser fundat el 16 de desembre de 1931 a La Haia per iniciativa d'Ernst Herman Ridder van Rappard i Bertus Smit.
El partit va buscar inspiració en el Partit Nacional Socialista dels Treballadors Alemanys, va crear el seu propi batalló d'assalt a imatge de les Sturmabteilung i la seva pròpia Joventut Holanda com la Joventut Hitleriana. També en va copiar l'esvàstica negra en un cercle blanc sobre un fons vermell com a emblema. A diferència dels seus opositors nacionalistes, que van afirmar donar suport al patriotisme neerlandès, l'abril de 1932 a Van Rappard va manifestar que l'NSNAP buscava la plena incorporació dels Països Baixos al Tercer Reich, una política que va obtenir poc suport com ho van demostrar els 998 vots que el partit va capturar a les eleccions de 1937. El segon líder B. Smit, contra aquest programa, va formar el seu propi partit sota el nom de NSNAP-Smit.
A diferència del NSB, l'NSNAP va defensar l'antisemitisme i va denunciar l'NSB com una organització pseudonacionalsocialista dominada pels jueus.
Van Rappard no va poder mantenir el partit unit i, al cap de poc temps, tres grups separats reclamaven el nom de NSNAP: un sota el major Cornelis Jacobus Aart Kruyt i l'altre sota Albert van Waterland (que havia deixat el seu veritable cognom de Joode, ja que significava «el Jueu»). Aquest faccionalisme en un partit que ja era prou petit va assegurar que Alfred Rosenberg, que havia considerat la possibilitat de donar suport al grup amb diners alemanys, perdés interès i els tres NSNAP es van esvair.
L'NSNAP no es va beneficiar de la invasió alemanya de 1940, ja que les autoritats alemanyes van triar Anton Mussert de l'NSB rival com el seu principal beneficiari i la versió del partit del major Kruyt es va fusionar amb el moviment de Mussert a finals de 1940. L'NSNAP finalment va desaparèixer del tot el 14 de desembre de 1941 quan Arthur Seyss-Inquart va prohibir tots els partits, excepte el NSB. Amb Van Rappard en servei actiu a les Waffen-SS, la majoria dels membres restants de NSNAP van acceptar la decisió i van canviar el seu suport a Mussert.

## Resultats electorals
Estats generals dels Països Baixos
| Eleccions | Vots | Vots         | Escons  | Escons | Posició | Govern |
| Eleccions | #    | %            | #       | ±      | Posició | Govern |
| --------- | ---- | ------------ | ------- | ------ | ------- | ------ |
| 1937      | 998  | \| \| 0 % \| | 0 / 100 |        | 20      |        |
|           | 0 %  |              |         |        |         |        |